# Leuchttürme der DDR
Leuchttürme, Leit-, Leucht- und Molenfeuer war eine Sonderbriefmarkenserie der Deutschen Post der DDR, die mit jeweils fünf Werten am 7. Mai 1974 und 13. Mai 1975 erschien. Ursprünglich waren die Marken unbegrenzt frankaturgültig, mit der deutschen Wiedervereinigung verloren sie am 2. Oktober 1990 ihre Gültigkeit.
Alle Marken wurden im Offsetdruck in Bogen zu je 10×5 mit der Kammzähnung 14 nach den Entwürfen von Jochen Bertholdt hergestellt und zeigten den jeweiligen Leuchtturm, bzw. das Leitfeuer, Leuchtfeuer oder Molenfeuer, sowie die dazugehörige Seekarte vom Seehydrographischen Dienst der DDR.

## Liste der Ausgaben und Motive
Legende
- Bild: Eine bearbeitete Abbildung der genannten Marke. Das Verhältnis der Größe der Briefmarken zueinander ist in diesem Artikel annähernd maßstabsgerecht dargestellt. Sollten keine Marken abgebildet sein, liegt es daran, dass das Urheberrecht des Künstlers noch nicht erloschen ist.
- Beschreibung: Eine Kurzbeschreibung des Motivs und/oder des Ausgabegrundes. Bei ausgegebenen Serien oder Blocks werden die zusammengehörigen Beschreibungen mit einer Markierung versehen eingerückt.
- Wert: Der Frankaturwert der einzelnen Marke in Pfennig. Ein „+“ bedeutet, dass es sich um eine Zuschlagsmarke handelt (= Frankaturwert + Spende).
- Ausgabedatum: Das Datum des erstmaligen Verkaufs dieser Briefmarke.
- Auflage: Soweit bekannt, wird hier die zum Verkauf angebotene Anzahl dieser Ausgabe angegeben.
- Entwurf: Soweit bekannt, wird hier angegeben, von wem der Entwurf dieser Marke stammt.
- Mi.-Nr.: Diese Briefmarke wird im Michel-Katalog unter der entsprechenden Nummer gelistet.

| Bild                        | Beschreibung                                                                    | Wert | Ausgabe- datum | Auflage    | Entwurf          | Mi.-Nr. |
| --------------------------- | ------------------------------------------------------------------------------- | ---- | -------------- | ---------- | ---------------- | ------- |
| Leuchtturm Buk              | Leuchttürme - Leuchtturm Buk (erbaut 1878)                                      | 10   | 7. Mai 1974    | 15.000.000 | Jochen Bertholdt | 1953    |
| Leuchtturm Warnemünde       | - Leuchtturm Warnemünde (erbaut 1898)                                           | 15   | 7. Mai 1974    | 5.000.000  | Jochen Bertholdt | 1954    |
| Leuchtturm Darßer Ort       | - Leuchtturm Darßer Ort (erbaut 1848)                                           | 20   | 7. Mai 1974    | 12.000.000 | Jochen Bertholdt | 1955    |
| Leuchttürme Arkona          | - Leuchttürme Arkona (erbaut 1827 und 1902)                                     | 35   | 7. Mai 1974    | 5.000.000  | Jochen Bertholdt | 1956    |
| Leuchtturm Greifswalder Oie | - Leuchtturm Greifswalder Oie (erbaut 1855)                                     | 40   | 7. Mai 1974    | 2.000.000  | Jochen Bertholdt | 1957    |
| Leitfeuer Timmendorf        | Leuchttürme, Leit-, Leucht- und Molenfeuer - Leitfeuer Timmendorf (erbaut 1872) | 5    | 13. Mai 1975   | 5.500.000  | Jochen Bertholdt | 2045    |
| Leuchtfeuer Gellen          | - Leuchtturm Gellen (erbaut 1905)                                               | 10   | 13. Mai 1975   | 15.000.000 | Jochen Bertholdt | 2046    |
| Molenfeuer Saßnitz          | - Molenfeuer Sassnitz (erbaut 1904)                                             | 20   | 13. Mai 1975   | 8.000.000  | Jochen Bertholdt | 2047    |
| Leuchtturm Dornbusch        | - Leuchtturm Dornbusch (erbaut 1888)                                            | 25   | 13. Mai 1975   | 5.500.000  | Jochen Bertholdt | 2048    |
| Leitfeuer Peenemünde        | - Leitfeuer Peenemünde (erbaut 1954)                                            | 35   | 13. Mai 1975   | 2.000.000  | Jochen Bertholdt | 2049    |

## Ähnliche Marken mit Leuchtturmmotiven
Am 17. Februar 1976 erschien in der Dauermarkenserie Industrie und Technik der Deutschen Bundespost die Marke Leuchtturm Alte Weser. Die gleiche Marke erschien auch bei der Bundespost Berlin.
Seit 2004 erscheint die Sonderpostwertzeichenserie Leuchttürme in Deutschland. Bisher sind jedes Jahr zwei Marken zu den gängigen Inlandsportostufen für Postkarten und Briefe (45 und 55 Eurocent) erschienen.